# Leonid Brümmer
Leonid Wladimirowitsch Brümmer (russisch Леонид Владимирович Брюммер; * 1. September 1889 in Cherson, Russisches Kaiserreich; † 1. November 1971 in Dschambul, UdSSR) war ein russischer bzw. sowjetischer Maler.

## Leben
Leonid Brümmer wurde in der ukrainischen Stadt Cherson, die zum Ende des 19. Jahrhunderts Teil des Russischen Reiches war, als Sohn eines Deutschstämmigen und einer Mutter angeblich französischer Herkunft geboren.
Im Jahre 1915 wechselte er von der Kunstschule in Kiew an die Kaiserliche Malereiakademie in Sankt Petersburg zu Professor Dubowski. Die Wirren der Oktoberrevolution verhinderten, dass Leonid Brümmer sein Studium beenden konnte und er begann ein Wanderleben. Brümmer arbeitete in den Städten Kiew, Jalta, Orjol, auf der Halbinsel Krim und im kaukasischen Naltschik. Leonid Brümmer wurde im Zweiten Weltkrieg als ethnischer Deutscher in das Gebiet von Pawlodar im Nordosten der Kasachischen SSR deportiert. Dort fristete er sein Leben in vollkommener Unbekanntheit und konnte seine Gemälde nicht veräußern. Er träumte von einem eigenen Museum – ein Wunsch, der erst nach seinem Tod in Erfüllung ging. 1955 von der neuen Regierung rehabilitiert, starb Leonid Brümmer Mitte der 1970er Jahre in der südkasachischen Stadt Dschambul (heute Taras) in Armut in einem Altenheim.
In seiner letzten Heimatstadt Taras eröffnete im Jahr 2000 mit Unterstützung der Deutschen Botschaft in Kasachstan das Museum L.W.Brümmer und stellt dort über 1000 seiner Bilder aus.
Weitere Bilder von Brümmer befinden sich im Regionalen Kunstmuseum Cherson und im Nationalmuseum für Geschichte der Ukraine in Kiew.